# Idaea saturataria
Idaea saturataria là một loài bướm đêm trong họ Geometridae.